# Francisco Saraiva da Costa de Refóios
Francisco Saraiva da Costa de Refóios CvTE • ComA • ComNSC (Guarda, 4 de outubro de 1779 — Mercês, Lisboa, 21 de abril de 1842), primeiro e único Barão de Ruivós, foi um militar e político português que, entre outras funções, foi prefeito da Província dos Açores.
Recebeu o baronato por decreto de 28 de setembro de 1835, da rainha D. Maria II.

## Biografia
Francisco Saraiva da Costa de Refóios nasceu na Guarda, a 4 de outubro de 1779, filho do morgado Pedro Saraiva da Costa Pereira de Refóios e de Maria Antónia de Almeida Amado e Meneses. Destinado à carreira eclesiástica, estudou Cânones na Faculdade de Cânones da Universidade de Coimbra, mas, decidindo que não tinha vocação para o sacerdócio, mudou para o curso de Matemática, na Faculdade de Matemática, no qual concluiu com distinção o bacharelato (1799-1802).
Terminado o bacharelato em Matemática, assentou praça na Armada, cursando a Academia de Fortificação e Desenho, concluindo o curso com brilho. Foi nomeado lente daquela instituição.
Em 1807 era capitão-tenente, tendo acompanhado a família real portuguesa na sua fuga para o Brasil. No ano seguinte transferiu-se para o Exército, regressando a Portugal em 1821 no posto de brigadeiro.
Participou na Abrilada, tendo por isso sido encarcerado em 1824 na fortaleza de Peniche. Libertado no ano seguinte, foi nomeado governador militar de Santarém e depois do Porto (1826 a 1828).
Era governador militar do Porto, já general, quando D. Miguel I foi aclamado rei absoluto. Foi de imediato chamado a Lisboa, sob escolta, mas em chegando a Coimbra conseguiu evadir-se, juntando-se às forças liberais.
Com a derrota daquelas forças, foi obrigado a seguir para o exílio, tendo seguido para Inglaterra a bordo do Belfast. Em 1829 foi condenado à morte, à revelia, pelos tribunais militares criados por D. Miguel para julgar os liberais.
Na emigração manteve-se fora das questiúnculas políticas, tendo integrado as forças que foram para a Terceira às ordens da Regência de Angra. Na Terceira ingressou na Maçonaria, fazendo parte da Loja 11 de Agosto de 1829 (data da batalha da Praia).
Quando em 1832 foi extinta a Capitania Geral dos Açores e criada em sua substituição a Província dos Açores, coube ao general Refoios exercer as funções de seu primeiro prefeito. Contudo, no ano seguinte, face às exigências das forças vivas da ilha de São Miguel, que não admitiam a manutenção da capital dos Açores em Angra, entra em conflito com o sub-prefeito de Ponta Delgada, não conseguindo, apesar de ter enviado António José de Ávila como sub-prefeito interino, manter a unidade da Província. Pelo Decreto n.º 64, de 28 de Junho de 1833, a Província dos Açores foi desmembrada, sendo criadas a Província Oriental dos Açores (São Miguel e Santa Maria), com sede em Ponta Delgada, e a Província Ocidental dos Açores (restantes ilhas). Refóios foi quase de imediato exonerado do cargo de prefeito da Província Ocidental dos Açores, sendo nomeado prefeito da Província do Minho.
A 25 de Julho de 1835, na sequência do decreto de 18 de Julho de 1835, onde se acabava com a reforma administrativa de Mouzinho da Silveira criava os distritos em Portugal, foi nomeado Governador Civil do Distrito de Santarém, sendo o primeiro que exerceu o cargo.
Foi eleito deputado às Cortes pelo círculo eleitoral do Minho na legislatura de 1834-1836, tendo tido uma actividade parlamentar pouco relevante. Em 1836 foi nomeado Par do Reino, integrando pelo menos uma comissão da Câmara dos Pares.
Em 1836 foi presidente do Clube dos Camilos, nome pelo qual era conhecida a Sociedade Patriótica Lisbonense, um grupo liberal radical.
Em 1835 foi feito 1.º Barão de Ruivós e Comendador da Ordem de Nossa Senhora da Conceição de Vila Viçosa e da Ordem Militar de Avis e Cavaleiro da Ordem Militar da Torre e Espada, do Valor, Lealdade e Mérito.
De Izabel Emília, natural da Ilha Terceira, teve o filho Francisco da Costa Saraiva Refóios, que reconheceu como seu herdeiro universal por testamento.
Francisco Saraiva da Costa de Refóios faleceu aos 62 anos, na Rua Formosa, número 52, freguesia das Mercês, Lisboa, a 21 de abril de 1842, após uma longa doença que o tinha deixado paralisado. Está sepultado no Cemitério dos Prazeres.